# Вікіпедія мовою кікую
Вікіпедія мовою кікую (кікую Wikipedia) — розділ Вікіпедії мовою кікую. Створена у 2004 році. Вікіпедія мовою кікую станом на 19 серпня 2025 року містить 1883 статті, 9828 зареєстрованих користувачів, 17 активних дописувачів, 1 адміністратора
. Загальна кількість сторінок у Вікіпедії мовою кікую — 3767, редагувань — 22 523, мультимедійні файли відсутні
. Глибина (рівень розвитку мовного розділу) Вікіпедії мовою кікую дуже мала і становить лише 6 пунктів
. 

## Історія
- Січень 2010 — створена 100-та стаття[3].
- Лютий 2016 — створена 1 000-на стаття[3].